# ریوتا تسوزوکی
ریوتا تسوزوکی (به انگلیسی: Ryota Tsuzuki) بازیکن فوتبال اهل ژاپن و عضو تیم ملی فوتبال ژاپن است که در تاریخ ۰۴ ژوئن ۲۰۰۱ میلادی اولین بازی ملی‌اش را انجام داد. او در ۶ بازی ملی حضور داشت و آخرین بازی ملی خود را در تاریخ ۹ سپتامبر ۲۰۰۹ میلادی انجام داد. ریوتا تسوزوکی در بازی‌های ملی‌اش
گلی به ثمر نرساند.